# Єзеро (Республіка Сербська)
Єзеро (серб. Језеро) — село і муніципалітет, розташований в західній частині Республіки Сербської, суб'єкта Боснії і Герцеговини. Станом на 2013 рік, населення — 1,131 жителів. Муніципалітет був створений з частини довоєнного муніципалітет Яйце (інша більша частина довоєнного муніципалітету тепер у Федерації Боснії і Герцеговини). Назва села Єзеро означає озеро.
На честь назви села названо кратер на Марсі — Єзеро.

## Географія
Він розташований між муніципалітетами Мрконіч-Град на північному заході, Яйцем на сході, і Шипово на півдні.

## Історія
У вересні 1941 року хорватська армія усташів після повстання в сербському селі Присоє (Присоjе/Prisoje), проводить масові вбивства сербів. Багатьох, хто не втік до лісу, було вбито.
Єзеро до 1992 року входило в склад колишнього муніципалітету Яйце.
Після підписання Дейтонської угоди муніципалітет Яйце був поділений між Федерацією Боснії та Герцеговини та Республікою Сербською.

## Демографія
| Езеро; перепис населення у 2013 році: Загалом 702 жителів |               |               |               |               |
| Рік Перепису                                              | 2013.         | 1991.         | 1981.         | 1971.         |
| Боснійські мусульмани                                     | 287 (25.08 %) | 477 (57,19 %) | 409 (56,18 %) | 435 (73,10 %) |
| Серби                                                     | 841 (73.51 %) | 282 (33,81 %) | 245 (33,65 %) | 131 (22,01 %) |
| Хорвати                                                   | 11 (0.96 %)   | 33 (3,95 %)   | 13 (1,78 %)   | 19 (3,19 %)   |
| Югослави                                                  | 00 (0.00 %)   | 34 (4,07 %)   | 46 (6,31 %)   | 6 (1,00 %)    |
| Інші                                                      | 1 (0,08 %)    | 8 (0,95 %)    | 15 (2,06 %)   | 4 (0,67 %)    |
| Загалом                                                   | 1144          | 834           | 728           | 595           |

| Населені пункти Єзера по перепису 1991* |         |            |         |       |          |      |
| НП                                      | Загалом | Мусульмани | Хорвати | Серби | Югослави | Інші |
| Борці                                   | 227     | 0          | 59      | 168   | 0        | 0    |
| Черказовичі                             | 220     | 131        | 0       | 83    | 0        | 6    |
| Дренов До                               | 145     | 0          | 0       | 144   | 1        | 0    |
| Джумезліє                               | 92      | 52         | 1       | 39    | 0        | 0    |
| Єзеро                                   | 834     | 477        | 33      | 282   | 34       | 8    |
| Ковачеваць                              | 131     | 0          | 2       | 125   | 2        | 2    |
| Льоличі (Ljolići)                       | 205     | 96         | 0       | 109   | 0        | 0    |
| Перучиця                                | 95      | 0          | 0       | 82    | 4        | 9    |
| Загалом вся община                      | 1949    | 756        | 95      | 1032  | 44       | 22   |

## Додаткові зображення

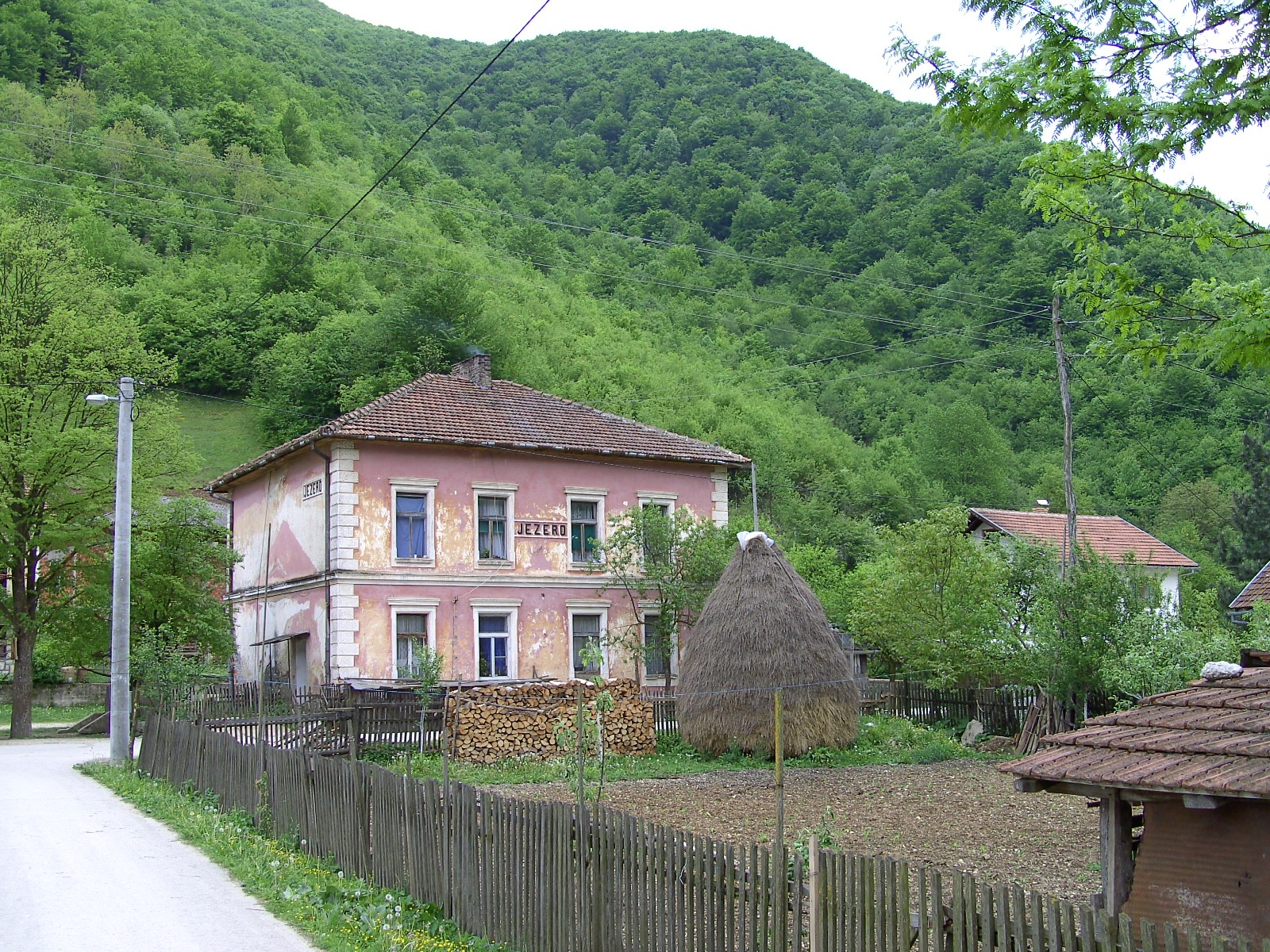
Колишній залізничний вокзал
Муніципалітет Єзеро
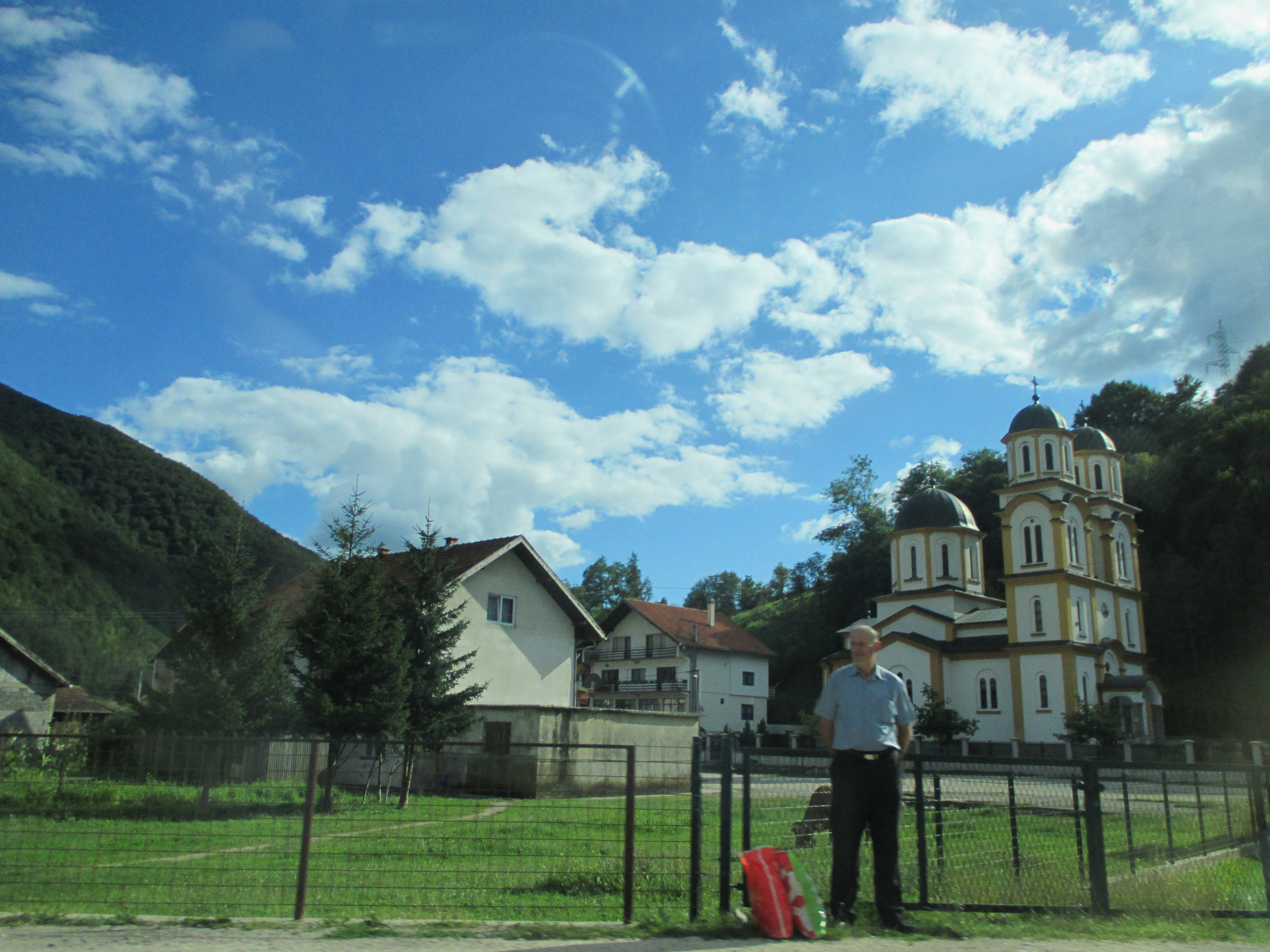
Храм Святого Великомученика князя Лазаря в Єзері